# Cyrtandra picta
Cyrtandra picta är en tvåhjärtbladig växtart som beskrevs av Carl Ludwig von Blume. Cyrtandra picta ingår i släktet Cyrtandra och familjen Gesneriaceae.

## Underarter
Arten delas in i följande underarter:
- C. p. cordifolia
- C. p. ovatifolia
- C. p. picta